# 순천연향중학교
순천연향중학교(順天蓮香中學校)는 대한민국 전라남도 순천시 연향동에 있는 공립 중학교이다.

## 학교 연혁
- 1992년 1월 30일 : 순천연향중학교 설립 인가 (25학급)
- 1992년 3월 1일 : 초대 교장 김용욱 취임
- 1992년 3월 5일 : 순천연향중학교 개교
- 1992년 4월 3일 : 개교기념일 지정(학칙변경)
- 2025년 1월 10일 : 제31회 졸업생 184명(총 졸업생 수 13,352명)
- 2025년 2월 2일 : 부설방통중 제7회 졸업식(45명) 총 370명
- 2025년 3월 1일 : 제14대 진수환 교장 부임
- 2025년 3월 4일 : 입학 174명(특수학생 2명 포함)
- 2025년 3월 9일 : 부설방통중 제10회 입학(2학급 38명)

## 참고 자료
- 순천연향중학교 - 한국교육학술정보원 학교알리미